# Erdenetsagaan, Sükhbaatar
Erdenetsagaan (tiếng Mông Cổ: Эрдэнэцагаан) là một sum của tỉnh Sükhbaatar ở miền đông Mông Cổ. Vào năm 2009, dân số của sum là 6.439 người.

## Địa lý
Sum có diện tích khoảng 17.100 km2. Trung tâm sum, Chonogol, nằm cách tỉnh lỵ Baruun-Urt 217 km và thủ đô Ulaanbaatar 777 km.

### Khí hậu
Erdenetsagaan có khí hậu bán khô hạn. Nhiệt độ trung bình hàng năm ở khu vực này là 4 °C. Tháng ấm nhất là tháng 7, khi nhiệt độ trung bình là 24 °C và lạnh nhất là tháng 1, với -20 °C. Lượng mưa trung bình hàng năm là 420 mm. Tháng ẩm ướt nhất là tháng 6, với lượng mưa trung bình là 117 mm, và khô nhất là tháng 2, với 4 mm.

## Kinh tế
Sum có một trường học, bệnh viện, khu dịch vụ và xưởng.